# Picpus
Picpus – stacja linii nr 6 metra  w Paryżu. Stacja znajduje się w 12. dzielnicy Paryża. Została otwarta 1 marca 1909 r.